# Iniciativa del Cinturó i Ruta de la Seda
La Iniciativa del Cinturó i Ruta de la Seda o Belt and Road Initiative, abreujada BRI (també One Belt, One Road, abreviat OBOR i també la Nova Ruta de la Seda) i NRS (Nova Ruta de la Seda) per les sigles en català, és el nom amb què es coneix el projecte politicoeconòmic del president de la República Popular de la Xina, Xi Jinping, que proposà el setembre del 2013 en els seus respectius viatges a Rússia, Kazakhstan i Belarús. Sota el pretext que "fa més de dos mil·lennis, les persones diligents i valents d'Euràsia varen explorar i obrir noves vies d'intercanvi comercial i cultural que unien les principals civilitzacions d'Àsia, Europa i Àfrica, col·lectivament anomenades ruta de la seda per generacions posteriors", el projecte vol connectar Europa, Àsia del Sud-Oriental, l'Àsia central i l'Orient Mitjà, mitjançant el model econòmic i, implícitament, polític xinès. El projecte implica "acords comercials, prèstecs financers, bases militars, expansió per poder tou i intercanvis culturals en l'era de la globalització".
El projecte parteix de la reconstrucció de l'antiga ruta de la seda i la creació d'una ruta marítima paral·lela, d'aquí el nom de "Cinturó i Ruta". El projecte afecta a 60 països, el 75% de les reserves energètiques conegudes al món, el 70% de la població mundial i generaria el 55% del PIB mundial. El govern comunista xinès té previst invertir-hi uns 1,4 bilions de dòlars. Es tractaria d'un cinturó econòmic, però, que alguns comentaristes occidentals ja anomenem "Pla Marshall del segle XXI a l'estil xinès". Aquesta afirmació se sosté pel fet que el propi Xi Jinping assegura que el projecte té cinc pilars: comunicació política, circulació monetària, entesa entre pobles, connectivitat vital i fluïdesa. Tot plegat s'ha vist reflectit d'ençà l'inici de la seua posada en marxa a través de les inversions importants amb plans d'ajuda per a empreses xineses interessades en el mercat exterior. La Xina es defensa del contrari i argumenta que no es tracta de cap pla Marshall vist que les condicions polítiques imposades llavors amb el Pla Marshall no existeixen en aquest projecte. Però, articles de premsa van més enllà de les simples afirmacions del Pla Marshall a la xinesa i parlen directament de "nou ordre mundial xinès", enrere quedaria l'ordre mundial nord-americà.
Nicola Casarini, director d'Investigació per a Àsia de l'Institut Affari Internacionali de Roma, sosté que es tracta d'una iniciativa ambiciosa que pretén donar cabuda a l'excés de capacitat interna i a la voluntat de reestructuració de diferents sectors estratègics del país, com la indústria pesant. La ruta, però, ha reactivat, malgrat voler-se un mitjà de pacificació de l'Orient Mitjà, les antigues tensions del segle xix. A l'Índia i Japó, s'hi afegeix ara Rússia i els EUA. El president projecta la Belt and Road Initiative per uns trenta anys. Així el projecte hauria d'estar enllestit per al 2049, any on el país rememoraria els 100 anys de fundació de la República Popular.

## Projecte econòmic

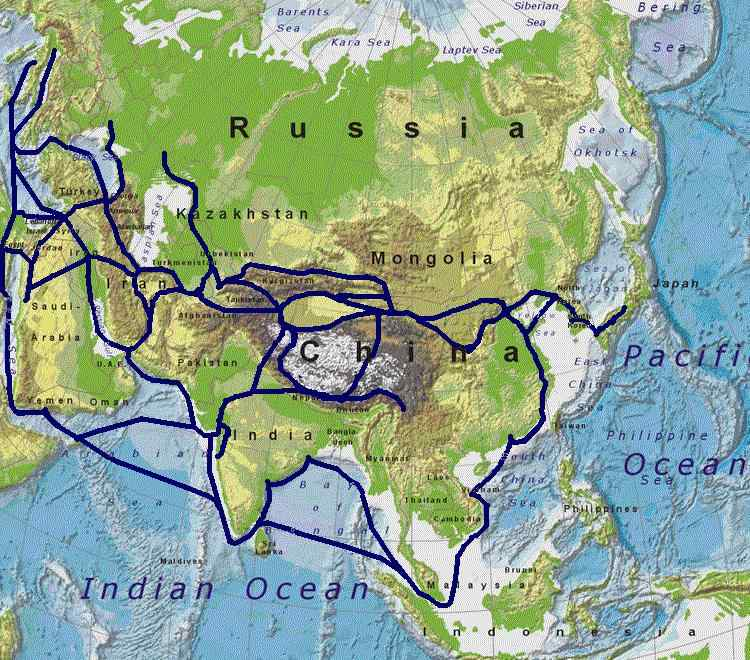
Les rutes de la seda a l'antiguitat

Fou Ferdinand von Richthofen, geògraf i geòleg alemany, qui proposà per primer cop al segle xix l'expressió "rutes de la seda" per definir les xarxes comercials que connectaven Àsia, i en particular la Xina, amb Europa, concretament amb Turquia i d'aquí a la resta del mediterrani. L'extensió de la ruta de la seda era d'uns 8.000 km i deu el seu nom a la mercaderia més prestigiosa que hi circulava: la seda, el secret de fabricació de la qual no se sabia i es mantenia en secret a la Xina. Bona part dels conflictes entre romans i parts tenen la ruta de la seda com a motiu. Roma volia arribar a la ruta de la seda sense haver de passar pel territori part, d'aquí l'interès a incorporar-lo dins l'imperi romà. Aquest fet mostra la importància que va tenir en l'àmbit econòmic la ruta de la seda durant l'antiguitat. És, de fet, a causa de l'establiment de taxes després de la caiguda de Constantinoble per part otomana als europeus a finals de l'Edat Mitjana el que portà els portuguesos a aventurar-se, entre altres motius, i cercar alguna ruta alternativa que els portés a Àsia, concretament a la Xina, aleshores les Índies.
El projecte de la nova ruta de la seda afecta 60 països, el 75% de les reserves energètiques conegudes al món, el 70% de la població mundial i generaria el 55% del PIB mundial. L'inici de l'execució del projecte comença pel 2008. La gira de Xi JinPing al gener del 2016 per l'Iran, l'Aràbia Saudita i Egipte revela lenorme importància que la Xina atribueix al Llevant, no només perquè en aquesta zona s'aprovisiona de més de la meitat del cru que consumeix, sinó també perquè és pas obligat cap a Europa tant per mar com per terra, si no vol dependre únicament de travessar Rússia. En vista de la construcció d'aquest projecte, Xi Jinping va deixar a Egipte 13.500 milions de dòlars en contractes; amb la Lliga Àrab es va comprometre a invertir 55.000 milions; a Riad va firmar 14 acords mil milionaris, inclòs un de nuclear, i a Teheran va arribar a un pacte per invertir-hi en 10 anys 600.000 milions de dòlars. També ha creat el Banc Asiàtic d'Inversió en Infraestructures per tal d'atènyer l'objectiu. El 15 de febrer del 2016 el govern xinès va fer arribar a Teheran el primer tren de transport de mercaderies des de Yiwu, un important centre de producció de l'est de la Xina. El trajecte de 10.399 quilòmetres, que transita per Kazakhstan i Turkmenistan, es va realitzar en 14 dies, 30 menys que el viatge per mar.
El desembre de 2017 una empresa estatal xinesa llogà per 99 anys el port de Hambantota de Sri Lanka.
Des de 2017 hi viatgen 200 locomotores xineses cap a Europa cada mes.
El 2019 Itàlia va signar un acord amb la República Popular de la Xina, alarmant la Unió Europea i Estats Units.

## Projecte ideològic

### El Pla Marshall xinès
El pla Marshall va modelar les relacions dels Estats Units amb els seus aliats, Xi Jinping pretén que el seu macroprojecte d'infraestructures i transports defineixi els vincles de la Xina en l'era global amb els estats del seu voltant, especialment amb la Unió Europa i Rússia. El Pla Marshall va constituir en el seu moment un projecte clau per al desenvolupament econòmic i polític d'Europa. Degut al Pla Marshall es va anar constituint a poc a poc la Unió Europea que va desenvolupar-se progressivament com un projecte polític i, per tant, ideològic. Xi Jinping es defensa de les al·legacions de Pla Marshall xinès, però el cert és que Pequín vol parlar de tu a tu amb Washington, cosa que exigeix reforçar la seva projecció internacional.
És en aquest marc general que la Xina voldria instaurar el seu poder tou. Aquesta nova Ruta de la Seda és una part de la resposta de la Xina a les pressions estratègiques i aranzelàries de Washintong al pacífic, que són percebudes per ella com un fre a l'exercici del seu domini. Per exemple, la decisió de Barack Obama d'excloure la Xina de l'Acord d'Associació Transpacífic (TPP, en les seves sigles en anglès) va accelerar la decisió de Jinping d'apostar per una revolució total de les infraestructures, un projecte, que inclogués l'Amèrica Llatina i situés la Xina com a hiperpotència global. Xi va capitalitzar el malestar entre Putin i Occident (Guerra al Donbàs) per estrènyer relacions amb Rússia i superar la desconfiança de Moscou cap als plans de Pequín a l'Àsia central.
El projecte xinès posa dues visions el comerç internacional sobre la taula. D'un costat els xinesos pretenen ser una alternativa al model neoliberal de l'FMI mitjançant un fort intervencionisme de l'Estat, mentre que els EUA defensen un model basat en el dret, les finances i la lliure competència. En cas d'arribar a atènyer el seu objectiu, la Xina estaria complint el Somni Xinès, és a dir, la instauració d'un poder tou al món. La Xina, així ho argumenta Emmanuel Lincot, fundador de la Càtedra d'Estudis Xinesos Contemporanis de l'Institut Catòlic de París, "mai ha deixat de concebre's a ella mateixa en el centre de la història del món".

### Antigues tensions revifades
L'OBOR podria revifar antigues tensions que foren l'origen de les guerres entre el Japó, Rússia i la Xina al segle xix. La diferència, segons apunta Simon Shen, director del programa d'Estudis Globals de la Universitat de la Xina de Hong Kong, és que aquest cop hi ha més actors en escena: els Estats Units, Rússia, la Xina i, en menor mesura, l'Índia i el Japó. Tots competeixen per arribar a ser influents en la regió i afavorir d'aquesta manera els seus interessos energètics i ideològics. Això els ha portat a cascun d'ells a defensar la seva pròpia ideologia a la zona, segons referma Simon Shen.
- La influència nord-americana: per als EUA l'estratègia consisteix en defensar el model de democràcia liberal a la regió. Amb aquesta ideologia els americans aconsegueixen l'establiment del seu propi poder tou, consistent en, difondre la laïcitat al món, reivindicar la seva autoritat com a força moral a l'estranger, forçant els aliats desentesos a entendre's com a parts interessades del sistema internacional[1]
- La influència russa: per al govern de Vladimir Putin es tracta d'establir una democràcia sobirana, és a dir, i citant a Vladislav Surkov, assessor de Putin "la idea en la vida política d'una societat on els poders polítics, les seves autoritats i decisions es decideixen i controlen per una nació russa diversa amb el propòsit d'aconseguir el benestar material, la llibertat i l'equitat per a tots els ciutadans, grups socials i nacionalitats, per a tots els pobles que formen la societat en general"[1]
- La influència de la Xina: el paper de la Xina se situaria en el mig, amb lleugera inclinació pel bàndol rus. La Xina reclama el seu paper de pacificador i mediador de la zona. En vista d'això, Xi Jinping vol "un món harmoniós que agafi la diplomàcia com a principi rector" on hi hauria "respecte" i "tolerància" vers els "sistemes socials i tradicionals culturals".[1] Tanmateix, el mateix Xi Jinping diu que el seu projecte d'OBOR ha de servir per combatre el separatisme, "mal que plana sobre Xi Jinping", segons es pot llegir a la premsa.[10] És a dir, la Xina és un país en què hi viuen diferents nacions i/o ètniques que reivindiquen el seu dret a autodeterminació. És el cas del Tibet, Hong Kong,... i la ruta hauria de ser, reprenent les paraules de Xi Jinping, manera de combatre-les.

## Projecte de dos eixos

Mapa de les reivindicacions a la mar de la Xina meridional.

El projecte que presenta Xi Jinping té dos eixos. Primerament projecte una via terrestre que uniria la Xina amb el Pakistan, l'Afganistan, Turquia, Moscou, el Kazakhstan, Turkmenistan, Kirguizstan, Uzbekistan, Tadjikistan i Europa mitjançant els Balcans fins a arribar a París. S'han utilitzat les vies ja existents terrestres ferroviàries per tal d'elaborar el primer eix i, paral·lelament, la Xina ha anat invertint en noves vies terrestres. En segon lloc, el projecte pretén arribar a l'Amèrica Llatina, Àfrica i l'Orient Mitjà mitjançant una ruta marítima, pràcticament controlada per l'estat xinès. Aquesta implica la instal·lació de bases militars i ports comercials a l'oceà índic i pacífic.

### Conflicte territorial a la mar de la Xina meridional
Tanmateix, aquesta segona via ha fet renéixer altre cop les antigues rivalitats entre estats asiàtics. "Sis mapes per a entendre per què el conflicte de la mar de la Xina pot ser aviat la crisi mundial més gran", així titulava el diari digital català VilaWeb el 17 de febrer del 2016 sbore el desplegament de míssils a l'illa de Woody. Segons que explica el diari, la Xina reivindica la línia que als anys quaranta va delimitar l'antic govern nacionalista xinès i que tots els països veïns contesten. La importància d'aquesta reivindicació és que si fos acceptada internacionalment convertiria la mar de la Xina Meridional en aigües territorials xineses, i no pas internacionals com són ara. I això permetria a la Xina de controlar la navegació dels vaixells, és a dir, tenir el control sobre la meitat del total de tones que es mouen al món, fet que no és acceptat pels estats veïns, ni tampoc pels EUA que hi tenen també bases militars des de la Segona Guerra Mundial.

### Banc Asiàtic d'Inversió en Infraestructures
L'any 2014 el president de la Xina, Xi Jinping, va anunciar la creació del Banc Asiàtic d'Inversions i Infraestructures (AIIB, en anglès), amb la possible incorporació de tots els països del continent asiàtic, però amb la porta oberta a altres estats per tal de sufragar l'OBOR. Per aquesta porta hi han entrat el Regne Unit, França, Itàlia i Alemanya, desafiant d'aquesta manera el quasi monopoli nord-americà en el sector financer internacional. La presència del Regne Unit dins d'aquesta entitat és del tot significatiu perquè el país constitueix l'aliat principal dels EUA. L'AIIB té un capital inicial de 50.000 milions de dòlars, destinat a la inversió d'infraestructures a l'Àsia. Els Estats Units, veient l'ofensiva de Pequín, van demanar als països europeus que no s'hi adherissin, però segons indica el diari Ara "l'economia i el creixement del 7% de la Xina són massa temptadors". Segons Grégory Claeys, analista de Bruegel -un think tank amb seu a Brussel·les-, han sigut els Estats Units els que gairebé han “empès" els països asiàtics a crear un nou banc de desenvolupament perquè Washington mai no ha deixat als estats emergents tenir un paper més important en el sector.

### El canvi climàtic i la ruta de la seda
El pol nord està esdevenint, amb el canvi climàtic, un centre d'atenció per la Xina i altres països com ara Russia. El desglaç i la presència abundant de matèries primeres, com ara el petroli, als continents del voltant, podrien ser aprofitats en forma de ruta marítima en un lloc on, anteriorment i pel glaç, era inimaginable d'arribar. Suposant que fosvaques el cas, es presentaria un tercer eix.

## El nou Great Deal
Tot plegat, s'ha d'emmarcar en l'anomenat nou Great Deal (de l'anglès, la nova Gran Jugada). El Great Deal és l'apel·lació utilitzada per definir la rivalitats existent al segle xix i principis del segle xix entre el Regne Unit, Rússia i Àsia. Ara, la nova rivalitat es produeix entre els Estats Units, la Xina i Rússia. És doncs, en aquest context que s'ha d'entendre el projecte de la ruta de la seda xinès, però també, i evidentment, els moviments que s'estan produint a nivell comercial entre potències, que mirarem de desglossar.

### Les mega-blocs d'intercanvi de comerç
L'OMC va ser constituïda l'any 1994 per tal d'aconseguir, mitjançant rondes de negociacions multilaterals, eliminar o reduir progressivament les barreres aranzelàries i no aranzelàries que obstrueixen el comerç mundial, en una òptica de mercat del lliure comerç. L'OMS està composta per 159 estats, els quals han de prendre les decisions juntament en la direcció ja esmentada. La norma de funcionament permet als membres d'obtenir el dret al veto, aplicant la regla un país, una veu. Aquesta fa difícil assolir algun acord, a causa d'interessos geopolítics i econòmics heterogenis, i fins i tot antagònics, entre estats.
És amb la intenció de reduir les barreres comercials globals que es va celebrar la novena conferència de Bali (a Indonèsia), en la qual els 159 membres havien d'aconseguir un acord unànime, que finalment s'assolí el 7 de desembre del 2013. La cimera de Bali va estar a punt de fracassar per l'exigència de Cuba, que va condicionar el tancament de l'acord a l'aixecament de l'embargament dels Estats Units sobre l'illa caribenya. Així, el 21 de març del 2016 s'anunciava a la premsa que el president dels EUA visitaria Cuba per oficialitzar l'aixecament de l'embargament, cosa que portà força expectativa a la premsa.
Ara bé, l'acord no va acabar de satisfer a tothom, entre altres estats, la Xina que es mou "amb aires de gran potència econòmica", segons pot informa el diari ARA. Les expectatives posades per certs estats, han portat a noves taules de negociacions, com ara entre Singapur i els EUA. En aquest sentit, la Xina, sent el primer exportador i segon importador del món, necessita una obertura més gran dels mercats exteriors per afavorir les seves exportacions, tot i que protegeix el seu mercat interior, cosa que no sembla entrar en el marc de l'OMC. No li calen negociacions multilaterals complexes, atès que posseeix un sac enorme de divises, segons informa el diari ARA, i això és una bona eina de convenciment, fet que porta a negociacions directes entre països sense passar per l'OMC. En aquest sentit, d'ençà que la Xina ha emergit com una potència comercial davant la UE i els EUA, diferents rivalitats han sorgit, visibilitzant-se en l'àmbit del comerç. Per tot plegat, països d'arreu del món elaboren individualment tractats d'intercanvi comercial entre mega-zones, és a dir, entre conjunts continentals. Aquests estan servint com a eina de rivalitat entre potències que aspiren a establir el seu propi poder tou.

#### L'ASEAN i la RCEP

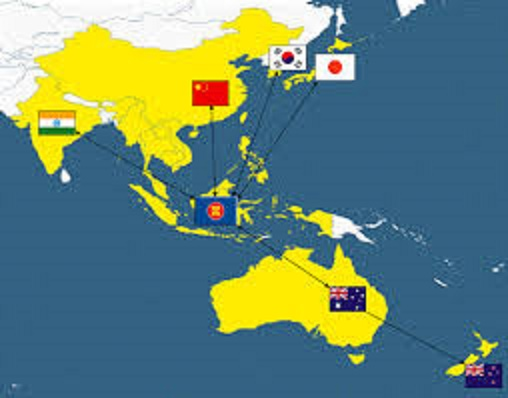
Estats membres de l'RCEP

Inspirant-se d'alguna manera en la Unió Europea, els estats asiàtics porten des del 1967 mirant de formar una associació d'estats sota les sigles ASEAN (Associació de Nacionas del Sud-Est Asiàtic), que ha aconseguit federar al 2016 prop de 10 països, entre els quals els membres fundadors són Indonèsia, Malàisia, Filipines, Singapur i Tailàndia. L'ASEAN representava al 2016 un terç del Producte Interior Internacional amb prop de 1000 milions de consumidors. La potencialitat d'aquesta mega-zona de lliure comerç s'entén després de les negociacions establertes entre Austràlia, Nova Zelana, l'Índia, la Xina i el Japó. L'ASEAN ha assolit un tractat de comerç de lliure circulació de productes amb dits països, anomenat Regional Comprehensive Economic Partnership (RCEP), el qual rivalitza a l'oceà pacífic amb els EUA.

#### El TPP
Davant l'acord del RCEP, els EUA van posar en marxa el TPP, Trans-Pacific Partnership, és a dir, l'Associació Transatlàntic-Pacífic, que estableix el lliure comerç entre el Japó, el Vietnam, Malàisia, Singapur, Brunei, Nova Zelanda, Austràlia, Canadà, Estats Units, Mèxic, Perú i el Xile. La proposta d'acord es va iniciar el 2005 i concerneix l'11% de la població mundial, afectant el 40% del PIB internacional i el quart dels intercanvis. Aquesta mega-zona de lliure comerç s'afegiria a dues zones més, la TAFTA o TTIP i la CETA, amb les quals els EUA pretenen mantenir el seu poder tou i fer front al xinès.

#### La CETA
La CETA o Comprehensive Economic and Trade Agreement, en català Acord Integral d'Economia i Comerç, són les sigles amb les quals es coneix l'acord de comerç lliure entre la Unió Europea i el Canadà, els quals van iniciar les negociacions l'any 2009 i les van finalitzar al 2014, amb modificacions posteriors, derivades a les polèmiques suscitades a Europa per la TTIP (vegeu-ne més tot seguit). L'acord representa un quart del PIB mundial, el 7,5% de la població mundial i el 20% d'intercanvis comercials. Potencialitat a la qual s'ha d'afegir els números relatius a l'Aliança Transpacífica (vegeu-ne més a l'anterior).

#### La TTIP

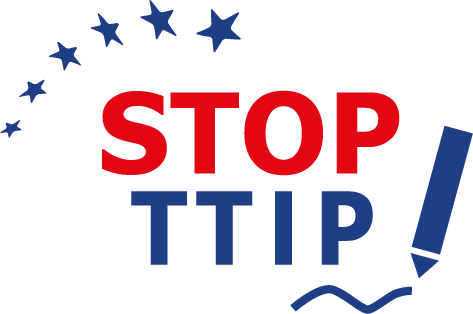
Logo de la Iniciativa Ciutadana Europea contra el projecte.

La TIPP, és a dir, l'acord d'Associació Transatlàntica pel Comerç i la Inversió, també anomenada TAFTA, entre els EUA i la Unió Europea hauria de ser, juntament amb la CETA i la RCEP, les vies per mantenir l'hegemonia nord-americana al món creant un aïllament comercial per la Xina. L'establiment del poder tou nord-americà mitjançant aquest tractat, ha estat molt polèmic i gens acceptat per la premsa, organitzacions internacionals, com ara Greenpeace, i fins i tot, certs països europeus, com ara Alemanya on hi ha hagut manifestacions multitudinàries en contra.
La TTIP representa la meitat del PIB mundial, el 30% dels intercanvis internacionals i l'11,5 % de la població. Tanmateix, la TTIP no és acceptada per tothom vist, en primer lloc, el secretisme amb què s'han fet les negociacions, cosa que no ha agradat l'opinió pública europea, organitzacions no governamentals, entre d'altres. Tampoc agraden els mecanismes de resolució de diferents entre estats i multinacionals. La TTIP aposta pels anomenats Tribunals d'Arbitratge Privats que, segons pot informar la premsa, poden qüestionar la sobirania dels estats, fent plegar un estat si aquest no compleix la TTIP arrel d'un possible conflicte entre multinacional i estat quan la primera veu els seus beneficis posats en perills per Lleis aprovades als parlaments europeus o per la UE. A més, tampoc acaba d'agradar les normes que estableix la TIPP en quant al control alimentari de productes europeu, a més de la rebaixa de condicions en terme de drets laborals. Per exemple, la TIPP rebaixaria les exigències perquè productes transgènics, entre d'altres, poguessin circular pel mercat europeu. Greenpeace s'ha mostrat molt en contra de la TAFTA i n'ha anat difonent informació a mesura que han anat avançant les negociacions.

### L'Amèrica Llatina i les mega-zones comercials
L'intent d'establiment de tractats de lliure-comerç no és nou per al continent llatinoamericà. En aquest sentit, diferents tractats o proves s'han anat teixint entre països de l'Amèrica Llatina i els EUA, sempre fracassats si entren els EUA en taula de negociació per la insistència hostil d'Amèrica Llatina envers aquest país. El més conegut, però, és el MERCOSUR, acrònim de Mercat Comú del Sud en portuguès, guaraní i castellà, que ha aconseguit cobrir pràcticament el subcontinent americà sencer. Representa doncs una superfície de 13 893 270 km² amb una població de 293.700.000 d'habitants. Així, la unió subregional engloba l'economia de països com l'Argentina, Bolívia, Paraguai, l'Uruguai o el Brasil. Els estats que no hi formen part han estat incorporats al tractat de la TPP, fet que incorpora d'alguna manera el continent sud-americà en els interessos al Nou Great Deal, sobretot tenint en compte el creixement que econòmic del Brasil a principis del segle xxi. A més, la intenció de la Xina amb el projecte de la Nova Ruta de la Seda d'arribar a l'Amèrica Llatina, fa entendre el MERCOSUR com una porta de desbloqueig de cara a l'aïllament acordat de l'altra banda (TTIP…).

### L'elecció de Trump i final de les mega-zones comercials
L'any 2016 Donald Trump és elegit president dels Estats Units d'Amèrica. Un fet del tot important pel que fa la dinàmica que buscava la Casa Blanca quant a les mega-zones comercials. Això és degut al fet que el nou president dels Estats Units tenia la intenció de posar fre a la TTIP, la TPP, així com l'Àrea de Lliure Comerç d'Amèrica del Nord. De fet, el nou president havia plantejat la renegociació de la NAFTA que qualificava de "pitjor acord comercial de la història". L'escepticisme de Trump en relació al mercat lliure s'havia presentat com un dels temes claus de la seva campanya electoral. En una entrevista a Associated Press, Trump va qualificar el pacte de "catastròfic" i "molt dolent" per a les empreses i els treballadors dels EUA, afirmant que el renegociaria o bé acabaria amb ell. L'Àrea de Lliure Comerç d'Amèrica del Nord és el bloc comercial integrat pel Canadà, els Estats Units i Mèxic segons les estipulacions del Tractat de Lliure Comerç d'Amèrica del Nord (TLCAN o NAFTA), del Tractat Nord-americà per a la Cooperació Ambiental i del Tractat Nord-americà per a la Cooperació Laboral. Tots tres tractats estableixen una àrea de lliure comerç així com estàndards ambientals i laborals per a tots tres països. Els tractats van entrar en vigor l'1 de gener de 1994 formant l'àrea comercial més gran del món segons la suma del Producte interior brut dels països membres; i presentant-se com un iniciativa pionera.

## Les debilitats de la Nova Ruta de la Seda
Pequín està convençut que el desenvolupament, és a dir, el seu projecte de Ruta de la Seda, és la millor arma contra el terrorisme, la radicalització islàmica i el separatisme. És precisament aquest darrer punt el que fa emergir els problemes interns xinesos; el seu projecte hauria de servir de mètode per no afrontar-los.

### Arma contra l'islamofeixisme
La desestabilització al Llevant sembla no millorar, segons indica Mathieu Duchâtel, director adjunt del Programa Àsia i Xina del Consell d'Europa. A l'Afganistan les intervencions militars es van intensificar el 2016, les conquestes dels talibans van prosseguir a la província de Helmand, l'Estat Islàmic havia aconseguit implantar cèl·lules a l'Afganistan i al Tadjikistan,... Aquest escenari fa témer el govern xinès. El govern dictatorial xinès podria veure's esquerdat per l'enfonsament de les seves estructures estatals en cas que l'extremisme ataqués tota l'Àsia central.

### L'eventual secessió
Hong Kong, Tibet, entre d'altres, són només alguns dels molts pobles que podrien mirar d'autodeterminar-se un cop veiessin el poder comunista xinès afeblir-se, sense parlar del contenciós amb Taiwan. D'aquí es podria explicar que el govern de Xi Jinping es veiés amb "necessitat de combatre" el separatisme. Durant la Revolució dels Paraigües, per exemple, el govern central xinès va censurar com va poder tots els enllaços relacionats amb els manifests a Hong Kong per por que es traslladessin a la resta del país. I és que qualsevol element que es mostri capaç de fer caure el règim dictatorial xinès esdevé un punt de feblesa per al projecte xinès. D'aquí la voluntat de Pequín d'aturar el secessionisme o l'islamofeixisme.

## La ruta i Catalunya
Segons pot indicar el diari digital especialitzat en geopolítca, Geopolítica.cat, el projecte de la ruta no beneficia a Catalunya vist que la ruta no passa pel port de Barcelona i es focalitza en els Balcans. A més, malgrat l'objectiu sigui augmentar les connexions entre el mediterrani i la mar de la Xina, la desindustrialització i focalització de l'economia en el turisme a Catalunya no ajudaria a fer créixer l'economia catalana en el marc del projecte xinès atès que els atractius turístics de la costa catalana deixen de ser-ho davant la costa bàltica. Per acabar, la ruta entra directament per Madrid, i a falta de corredor mediterrani, Barcelona i Catalunya quedarien en perifèria i només el port de València en podria sortir amb algun benefici.